# Boris Pretnar
Boris Pretnar (* 8. April 1978 in Bled, SR Slowenien) ist ein slowenischer Eishockeyspieler, der zuletzt bis 2010 beim VST Völkermarkt in der vierten österreichischen Spielklasse unter Vertrag stand.

## Karriere
Boris Pretnar begann seine Karriere als Eishockeyspieler in der Nachwuchsabteilung des HK Jesenice, für dessen Profimannschaft er in der Saison 1994/95 sein Debüt in der Slowenischen Eishockeyliga gab. Mit dem Team gewann Pretnar vier Mal die Slowenische Meisterschaft und wurde neun Mal Vizemeister. Ab der Saison 2006/07 spielte er für Jesenice zusätzlich in der Österreichischen Eishockey-Liga. Zur Saison 2009/10 wechselte er in die vierte österreichische Spielklasse zum VST Völkermarkt, für den er 14 Tore und 22 Vorlagen erzielte. Seither ist er vertragslos. 

### International
Für Slowenien nahm Pretnar im Juniorenbereich an den U18-Junioren-C-Europameisterschaften 1995 und 1996 sowie den U20-Junioren-C-Weltmeisterschaften 1995, 1996 und 1997 teil. Des Weiteren stand er im Aufgebot seines Landes bei den B-Weltmeisterschaften 2004 und 2007 sowie bei den A-Weltmeisterschaften 2003, 2005 und 2008.

## Erfolge und Auszeichnungen
| - 1995 Slowenischer Vizemeister mit dem HK Jesenice - 1996 Slowenischer Vizemeister mit dem HK Jesenice - 1997 Slowenischer Vizemeister mit dem HK Jesenice - 1998 Slowenischer Vizemeister mit dem HK Jesenice - 2000 Slowenischer Vizemeister mit dem HK Jesenice - 2001 Slowenischer Vizemeister mit dem HK Jesenice - 2002 Slowenischer Vizemeister mit dem HK Jesenice | - 2003 Slowenischer Vizemeister mit dem HK Jesenice - 2004 Slowenischer Vizemeister mit dem HK Jesenice - 2005 Slowenischer Meister mit dem HK Jesenice - 2006 Slowenischer Meister mit dem HK Jesenice - 2008 Slowenischer Meister mit dem HK Jesenice - 2009 Slowenischer Meister mit dem HK Jesenice |

### International
- 2004 Aufstieg in die Top-Division bei der Weltmeisterschaft der Division I
- 2007 Aufstieg in die Top-Division bei der Weltmeisterschaft der Division I

## ÖEHL-Statistik
(Stand: Ende der Saison 2010/11)